# Paola Ebanga Baboga
Paola Cyrielle Ebanga Baboga (* 6. April 1997 in Yaoundé, Kamerun) ist eine kamerunische Handballspielerin, die für die kamerunische Nationalmannschaft aufläuft.

## Karriere

### Im Verein
Ebanga Baboga spielte bis zum Sommer 2018 beim kamerunischen Verein Dynamique de Bokito und schloss sich daraufhin dem französischen Viertligisten Colmar CAH an. Nach einer zweijährigen Vereinszugehörigkeit wechselte die Rückraumspielerin zum französischen Drittligisten ASPTT Straßburg, den sie nach einem Jahr in Richtung des französischen Zweitligisten ASUL Vaulx-en-Velin verließ. Im Sommer 2022 wurde die Linkshänderin vom französischen Erstligisten HBC Celles-sur-Belle verpflichtet. Ein Jahr später musste sie mit HBC Celles-sur-Belle aus finanziellen Gründen in die zweithöchste französische Spielklasse absteigen. Zur Saison 2024/25 besaß sie einen Vertrag beim französischen Erstligisten Neptunes de Nantes. Nachdem Neptunes de Nantes im Juli 2024 Insolvenz angemeldet hatte, schloss sie sich dem Erstligisten Saint-Amand Handball an.

### In Auswahlmannschaften
Ebanga Baboga gewann bei der Afrikameisterschaft 2021 die Silbermedaille, wodurch sich Kamerun für die am Jahresende stattfindende Weltmeisterschaft qualifizierte. Bei der Weltmeisterschaft, die Kamerun auf dem 28. Platz abschloss, erzielte sie mit 41 Treffern die meisten Tore für ihre Auswahlmannschaft. Im Jahr 2022 errang sie bei der Afrikameisterschaft erneut die Silbermedaille. Bei ihrer zweiten Teilnahme an einer Weltmeisterschaft im Jahr 2023 belegte sie, die insgesamt 19 Tore warf, mit Kamerun den 24. Platz.